# Tipula (Yamatotipula) fraterna
Tipula (Yamatotipula) fraterna is een tweevleugelige uit de familie langpootmuggen (Tipulidae). De soort komt voor in het Nearctisch gebied.